# Прошовиці
Прошови́ці (пол. Proszowice) — місто в південній Польщі.
Адміністративний центр Прошовицького повіту Малопольського воєводства.

## Демографія
Демографічна структура станом на 31 березня 2011 року:
|          | Загалом | Допрацездатний вік | Працездатний вік | Постпрацездатний вік |
| -------- | ------- | ------------------ | ---------------- | -------------------- |
| Чоловіки | 2963    | 556                | 2089             | 318                  |
| Жінки    | 3307    | 560                | 1958             | 789                  |
| Разом    | 6270    | 1116               | 4047             | 1107                 |